# 玛格达莱娜·谢恩贝里
玛格达莱娜·谢恩贝里（瑞典語：Magdalena Tjernberg，1970年6月3日—），瑞典女子游泳运动员。她曾代表瑞典参加1984年和1988年夏季残疾人奥林匹克运动会游泳比赛，获得十枚金牌和三枚银牌。